# The Heartwork EP
The Heartwork EP ist eine EP der englischen Extrem-Metal-Band Carcass. Sie wurde Anfang 1994 von Earache Records veröffentlicht. Es war die erste Aufnahme der Gruppe in den 1990ern ohne den kurz zuvor ausgestiegenen zweiten Gitarristen Michael Amott.

## Wissenswertes
Die EP wurde Anfang 1994 als Unterstützung der anstehenden Tournee zum 1993er Album Heartwork veröffentlicht. Neben dem Titellied des gleichnamigen Studioalbums sind zwei neue, bislang unveröffentlichte Titel enthalten, die Carcass im September 1993 in den Parr Street Studios in Liverpool nach dem Weggang des zweiten Gitarristen Michael Amott wieder als Trio aufgenommen hatte. Frank Albrecht vom Musikmagazin Rock Hard lobt die zwei unveröffentlichten Titel als „höllisch groovende Midtempo-Thrasher“, die noch besser als die Stücke des Studioalbums seien, für ihn war die EP seinerzeit ein Pflichtkauf.
Die Veröffentlichung in Europa und Nordamerika erfolgte Anfang 1994. In Japan erschien im März 1994 bei Toy’s Factory eine Version mit drei Bonustracks, die von der 1992er EP Tools of the Trade stammen.

## Titelliste
- Heartwork – 4:34
- This Is Your Life – 4:09
- Rot ’N’ Roll – 3:49